# Gravitas (Rome antique)
La Gravitas (en latin classique : [ˈɡrawɪt̪aːs̠]) est l'une des vertus romaines appartenant au mos majorum, qui dénote le sérieux. Il peut aussi se traduire par poids, dignité et importance et connote retenue et rigueur morale , ainsi que responsabilité et engagement dans l'action. 
Avec la pietas (respect de la discipline et de l'autorité), la severitas, la gloria, la simplicitas (lucidité), l'integritas, la dignitas et la virtus, la gravitas fut appréciée chez les chefs. Gravitas et virtus sont considérées comme des qualités morales plus canoniques que les autres. 

## Notion romaine

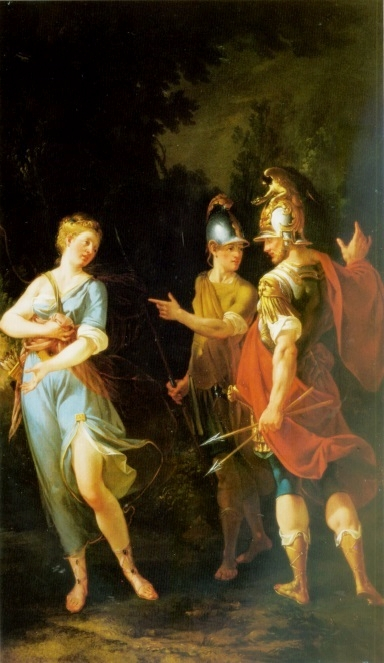
Enée, représentée ici avec sa mère Vénus, était considéré comme l'incarnation de la gravitas, de la pietas, de la dignitas et de la virtus.

La Gravitas prit, chez les Romains et surtout les hommes politiques, une valeur spécifiquement romaine et patriotique,. Plusieurs philosophes romains louent la constantia (persévérance, endurance et courage), la dignitas et la gravitas comme les vertus les plus importantes, caractérisant les hommes dignes. Ces concepts supplémentaires accompagnent les actions romaines. Les hommes des classes supérieures et moyennes supérieures au pouvoir furent éduqués dans un système scolaire public où langue et la littérature classiques constituaient des éléments fondateurs du programme,.
En particulier, la gravitas, ou conduite digne et sérieuse, permit aux Romains de maintenir un élément persistant de conservatisme et de traditionalisme. Elle est associée à un style de vie austère et fut l'un des fondements moraux du contrôle sanctionné exercé par les censeurs romains. Un récit décrivit comment de vieux hommes d'État se rendant compte qu'ils ne répondaient plus aux normes de la romanitas se suicidèrent ou se laissèrent mourir de faim avec dignité et gravitas, ce qui correspond à la définition que se donnaient les Romains de l'honneur . 
Sous le régime d'Auguste, la gravitas n'était pas incluse dans les quatre vertus cardinales ( virtus, clementia, justitia et pietas), introduites pour établir le mythe de l'empereur romain et le modèle d'un bon souverain.

## Concepts moderne et contemporain
Dans le système éducatif britannique, la gravitas était considérée comme l'un des piliers de la formation morale du gentleman anglais à l'époque victorienne et édouardienne. Il est en partie dérivé de la notion de pedigree aristocratique, indiquant ce qui est peaufiné, la grâce dans les manières ainsi que la dignité dans l'apparence. L'empire britannique dérive ce concept de celui d'imperium, l'idéalisant. L'Inde, par exemple, était dirigée par des hommes dont le sens du pouvoir était imprégné des vertus romaines . Le concept d'imperium dominait également la fonction publique coloniale. La Chambre des communes du Royaume-Uni utilise aussi le terme « bottom »,  qui est le code conservateur de la gravitas. 
La Gravitas s'emploie aussi dans la communication, en particulier dans le discours, où il dénote le recours à l'emphase afin d'insister sur certains mots.